# Diane Lanster
Pour l'adaptation à la télévision, voir Diane Lanster (téléfilm).
Diane Lanster est un roman de Jean-Didier Wolfromm, d'inspiration autobiographique, paru le 4 octobre 1978 aux éditions Grasset et ayant reçu le prix Interallié la même année.

## Résumé
Thierry, handicapé, maladroit, s’inscrit à la fin des années cinquante à l’École des arts décoratifs de la rue d'Ulm à Paris. Il y rencontre Diane, une jeune femme décidée, grande et très belle. Une amitié s’installe. Thierry, qui ne craint rien plus que la pitié, est subjugué par le naturel simple et sans ménagement avec lequel Diane l’assiste, quand il y a lieu. Elle lui présente son amie Nadine, une jeune comédienne. Nadine répète une pièce avec Noël, un normalien dans lequel Thierry reconnaît un ami d’enfance qu’il avait perdu de vue.
Entre Diane et Thierry, un malentendu, un non-dit va croître démesurément : Diane « aime bien » Thierry, mais Thierry, lui, devient en silence follement amoureux de Diane. Le roman d’apprentissage va tourner à la tragédie. C’est par l’écriture que les silences, les trahisons, et leurs conséquences terribles seront finalement mis au jour, dans une longue lettre amère, cruelle, souvent ironique, à la fois lettre d’amour et lettre d’adieu.

## Prix et distinctions
Le roman est en lice pour le prix Goncourt, mais n'obtient au troisième tour de vote que trois voix contre six pour le lauréat  Rue des boutiques obscures de Patrick Modiano et une seule pour La Vie mode d'emploi de Georges Perec. Il obtient le prix Interallié 1978.

## Adaptation
Le roman est adapté à la télévision en 1983 dans le téléfilm de même titre réalisé par Bernard Queysanne avec Anicée Alvina dans le rôle titre.

## Éditions
- Éditions Grasset, 1978  (ISBN 2246006848).
- Éditions Grasset, coll. « Les Cahiers rouges », 1999  (ISBN 2246068436).